# Замок Едлінґем
Замок Едлінгем (англ. Edlingham Castle) — розташований на півночі Англії у графстві Нортумберленд.

## Історія
В 1174 році маєток належав Джону з Едлінгема. В 1294 р. його нащадок Волтер продав Едлінг Вільяму де Фелтону, який значно зміцнив замок, побудувавши фортечний вал і оглядову вежу. В 1396 р. замок успадкувала Елізабет де Фелтон. Її чоловік, сер Едмунд Гастінгс, побудував в замку сонячну обсерваторію. Нащадки Елізабет і Едмунда жили в замку до 1514 р., а потім його орендував Джордж Суїнберн, сім'я якого орендувала замок до початку XVIII ст.
До цього часу замок поступово занепав. Ще в середині XVII ст. більшість будівель було розібрано на каміння для будівництва будинків у сусідньому селищі. В 1978 р. замок перейшов під опіку держави.

## Інформація для відвідувачів
Замок відчинений цілодобово впродовж всього року.